# Karolinernas dödsmarsch

Armfeldts fälttåg i Trøndelag 1718–1719. Datumen visas enligt den Julianska kalendern.

Karolinernas dödsmarsch, även kallad katastrofen på Öjfjället, var den svenska arméns tillbakatåg över Tydalsfjällen i Trøndelag på nyåret 1719, där 4 273 av de ca 6 000 karoliner i den norra armen, som deltagit i Karl XII:s andra norska fälttåg 1718, frös ihjäl.

## Bakgrund
På hösten 1718 sände Karl XII armén att marschera mot Norge. Den finska arméns kommendör, Generallöjtnant Carl Gustaf Armfeldt fick order att göra ett sidoanfall från Jämtland till Trondheim, där Vincens Budde ledde försvaret. Armén bestod till två tredjedelar av finländare med Österbottens regemente om 912 man som största förband. Efter Karl XII:s död vid Fredrikstens fästning 30 november 1718 blev alla svenska trupper i Norge beordrade till återtåg till Sverige. Armfeldt fick i mellandagarna rapport om Karl XII:s död och befann sig då i Haltdalen i Gauldalen med cirka 6000 man. Han beslutade att ta kortaste väg mot Sverige; först över fjället till Tydal och därifrån över Tydalsfjällen tillbaka till Hjerpe skans. Vintern hade så långt varit präglad av barmark och tunt snötäcke. De behövde därför inte skidor, men armén var bristfälligt utrustad och uttröttad efter fyra månaders fälttåg i Tröndelag.

## Marschens förlopp
Den 28 december bröt trupperna upp från Haltdalen och tog sig över till gårdarna ovanför Floren kapell i Tydal, en sträcka på nästan 30 kilometer. På grund av det kalla vädret dog cirka 200 man på fjället. På nyårsafton var hela den armfeldtska armén samlad på gårdarna Ås och Østby längst upp i Tydal. Trupperna omfattade nu nästan 5 800 man. En förtrupp på 14 skidlöpare sändes över till Jämtland för att förbereda tillbakaryckningen inne i Sverige.
På nyårsdagens morgon bröt Armfeldts armé upp från Østby i Tydal. Vädret var mycket kallt, men med uppehåll. Avståndet till byn Handöl i nuvarande Åre kommun är cirka 55 kilometer. I bra väder skulle armén kunna nå Jämtland efter två dagars marsch. Med var den norske vägvisaren Lars Bersvendsen Østby.
Samma eftermiddag bröt ovädret ut, en våldsam nordvästlig storm som virvlade upp den lätta snön. Jöran Nordberg skriver i sin skildring av händelsen att man såg "utur havet, västnordan efter, oppstiga förfärliga svarta moln, vilka strax efter bredde sig över allt med snö och isbark och hade i följe en så bitter brännande köld, att både människor och kreatur stelnade och föllo neder döde". Med dålig sikt och bitande köld blev soldaterna tvingade att slå läger på Öjfjällets nordsida vid Essandsjön. De försökte göra upp eld och brände gevärskolvar och slädar, något som bara gav kortvarig värme. Uppskattningsvis 200 man frös ihjäl denna första natt.
Nästa dag fortsatte stormen, och tillbakaryckningen blev nu helt kaotisk. Huvuddelen av trupperna kom fram till gränsen och slog läger vid Enan. De högg hål i isen på Enan för att se åt vilket håll vattnet strömmade – åt det hållet var räddningen. Det enorma manfallet fortsatte dock, hästarna stupade och all utrustning måste lämnas på fjället. Stormen fortsatte den tredje dagen, 3 januari, samtidigt tog sig de första trupperna med Armfeldt i spetsen sig fram till Handöl. Kvar på fjället låg cirka 3000 man ihjälfrusna.  Huvuddelen av de överlevande ankom till Handöl den 4 och 5 januari.
Handöl bestod vid denna tid dock av enbart tre gårdar. Därför kunde endast en liten del av soldaterna få tak över huvudet där. De lägrade sig kring stora bål medan fältskärerna arbetade med att såga av förfrusna lemmar för att om möjligt rädda liv. Efter vad en regementsfältskär berättar blev hela tunnor fyllda med avsågade armar och ben. Här dog flera hundra personer av brist på föda och vård. En gravvård av täljsten som upptäcktes på platsen år 1889 berättar: "Anno 1719 Jan. 20 begrovos här 600 människor."
På den vidare färden ned till Duved dog ytterligare cirka 700 man. I byn Vallan, tolv kilometer från Handöl, fanns det bara två hus. Enligt sägnen fylldes stugorna från golv till tak med dödströtta karoliner; och de som inte fick rum där inne lutade sig mot stugans väggar, där man på morgonen fann många av dem ihjälfrusna. När de överlevande anlände till Duved hade inte heller där något förberetts för att ta emot dem. Kapten Hammarskiöld vid Jämtlands regemente, som Armfelt sänt i förväg till Duved med tretton skidlöpare för att förbereda truppernas mottagande, hade inte hunnit fram när huvudarmén kom dit. Hammarskiöld hade nämligen också gått vilse på fjället. En norsk major, som den 7 januari ryckte upp på fjällen med en avdelning skidlöpare för att rekognoscera mot Handöl, fann strax bortom Essandsjön en eld med fem ännu levande men alldeles stelfrusna finnar omkring. De berättade att Hammarskiöld med sina skidlöpare varit där föregående dag, funnit några hästar och ridit sin väg. Han hade då endast haft fem man kvar. Efter tio dygns kringirrande på fjället kom de sex ryttarna fram till bebyggda trakter. De hade då uppehållit livet med den tre dagars kost som de medfört vid uppbrottet från Norge.
Krigsrådet von Friesenheim, som i Duved sörjde för de överlevandes underhåll, skrev den 13 januari till landshövdingen: "Dagligen kommer ännu folk krypande från fjällen till Handöl, vilka jag låter föra hit med slädar."

## Efterspel

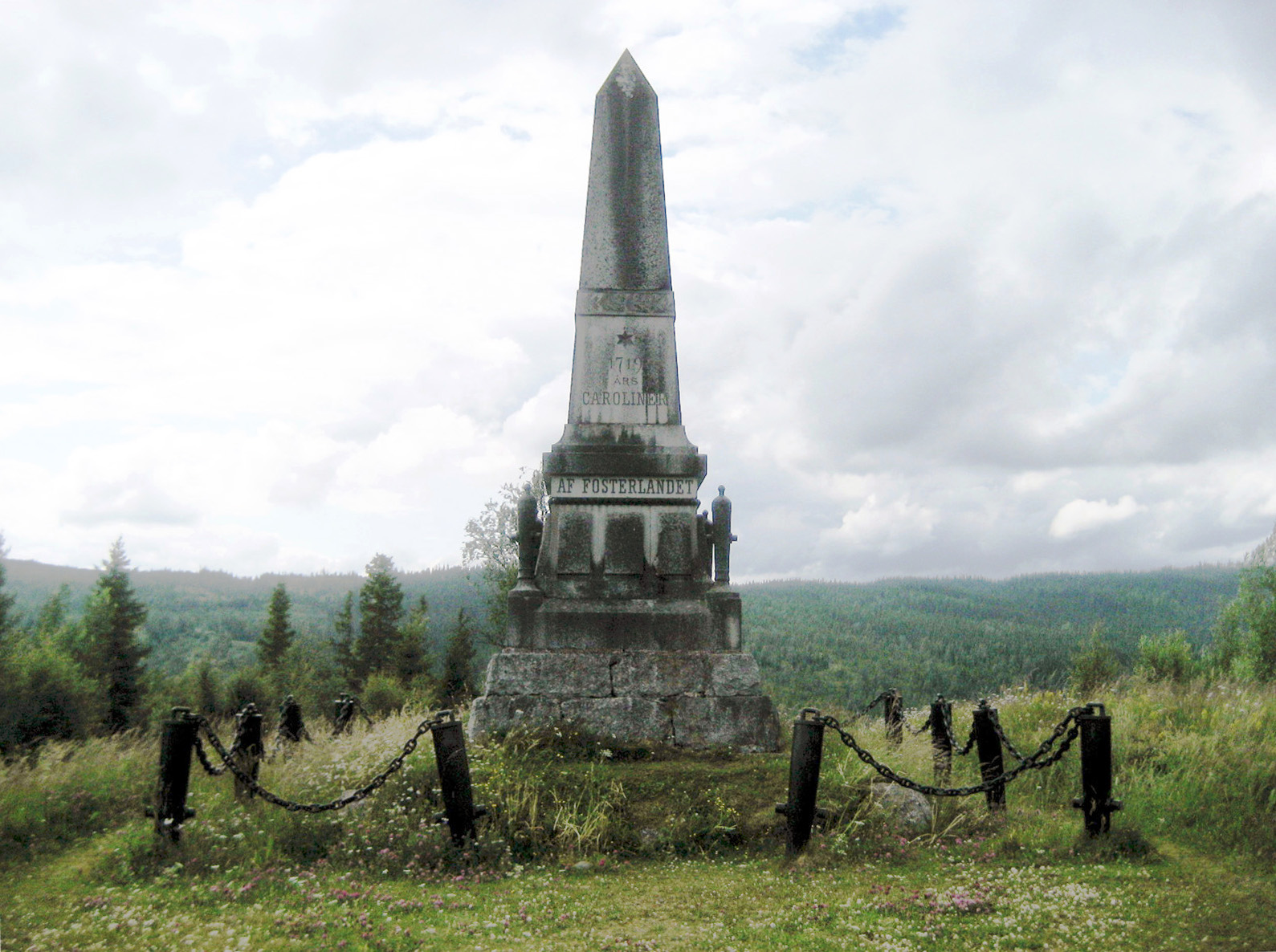
Karolinermonumentet från 1892, ett minnesmärke över de stupade karolinerna beläget cirka 2 kilometer väster om Duved.

Av de överlevande cirka 2100 soldaterna blev ungefär 600 invalidiserade för resten av livet. 
Rektorn i Hudiksvall, den läkekunnige prästmannen Olof Broman, berättar i sin dagbok för år 1719: 
| ” | Vid början av detta året anlände hit hos mig över 250 personer av finska kavalleriregementet och general De la Barres folk. Liksom nästan alle de andre, som gått över fjällen ifrån Norge, voro de förfrusne till händer och fötter och så illa medfarne, att sådan händelse aldrig skett ifrån världens begynnelse. Hela vintern över och jämväl sommaren voro hos mig sjuke, förkylde nästan oräkneliga, av åtskilliga regementen, så väl officerare som gemene, av vilka nog månge jag avsåga, hugga och skära måste dels bägge benen, dels ettdera, fötterna, händerna, fingrerna etc. – ett sådant uselt tillstånd, att ock de döde måtte gråta däröver!" | „ |

Norska bönder kunde under våren förse sig med utrustning såsom gevär och vagnar. Enligt sägner kunde rovdjur som vargar och rävar frossa i häst- och människokött och därför fanns det fler av dessa rovdjur än vanligt de följande åren.
De finska regementena stannade kvar i Jämtland till mitten av april, svårt härjade av sjukdomar som även angrep den civila befolkningen. En gammal anteckning i Undersåkers kyrkbok meddelar att "i Rista by i Undersåker dog flera hundra soldater, vilka begravdes vid Skarpänget. Eftersom de dog, lades de uti ett stall, där desamma avhämtades av en gammal änka, Lång-Olofs Ragnil, och kördes uti en foderskrinda till det förstnämnda stället".

## Monument
Det finns åtskilliga monument till Karolinerna som stupade.
- Vid Fordal restes en minnessten 1931 till kapten Petter Långströms minne från Savolax som förde befäl över ett finskt frikompani och stupade där för fientlig eld.
- Gräslidvalen. Ett monument som restes 1949 av Kamratföreningen Norrlands Artillerister. Monumentet flyttades 1962 till dess nuvarande plats.
- Bustvålamonumentet restes augusti 1933 på fjället Bustvalen/Bustvola.
- Vid Näskotts (1958) och Hallens (1964) kyrka finns minnesstenar resta över stupade soldater.
- I Vallan restes ett monument 1899
- Hårbörstamonumentet restes 1937.
- I Handöl restes en sten 1911 över en rapporterad massgrav av karoliner. Graven fanns senare på en annan plats (1940) och ett nytt monument restes där. [5]
- Vid Hallens kyrka i Åre kommun finns en minnessten rest (1964) till minne av de stupade från Hallens kompani.

## Arméns sammansättning
- Arméstaben
- Generalmajor Fabian Zöge, krigsrättspresident.[6]
- Generalmajor Otto Reinhold Yxkull, direktör av marschen.
- Generalmajor, Reinhold Henrik Horn, direktör av ordningen.
- Generallöjtnant Reinhold Johan De la Barre, direktör av förrättningen.
- Generalmajor Erik Göran Fitinghof, direktör av kommissariatet. (Fitinghof lämnade aldrig Sverige p.g.a sjukdom).[6]
- Överstelöjtnant Glansberg, generalkvartermästare.
- Överste von Gertten, generaladjutant av armén.
- Överstelöjtnant Gotthard Wilhelm Marks, generaladjutant av flygeln.
- Major Brandenburg, generaladjutant.
- Major Knorring, generaladjutant.
- Major Humble, generaladjutant.
- Major Palmstruch, generaladjutant volontär.
- Major Apolloff, generaladjutant volontär.
- Major Freitag, generaladjutant volontär.
- Falck, fältprost.
- Daniel Frisenheim, överauditör.
- Brohm, krigsfiskal.
- Werling, överkrigskommissarie.
- Mats Poponen, fältbödel.

Artilleri:
- 3-pundigt fältbatteri (4 pjäser) ur Artilleriregementet, Löjtnant Wernerström.[7]
- 30-pundigt mörsare (2 pjäser) kapten Tomas Möller.

Kavalleri:
- Åbo läns regemente till häst, generalmajor Otto Reinhold Yxkull
- Nylands regemente till häst, generallöjtnant Reinhold Johan de la Barre.
- Karelska regementet till häst, överstelöjtnant Peter Jung.
- Jämtlands kavallerikompani, ryttmästare Johan Jacob Rickman.

Infanteri:
- Åbo läns infanteriregemente, överstelöjtnant Ernst Otto Taube.
- Björneborgs infanteriregemente, överste Christian Conrad von Bildstein.
- Tavastehus läns infanteriregemente, överste Otto Johan Maydell.
- Nylands infanteriregemente, generallöjtnant Carl Gustaf Armfeldt. Ställföreträdare överstelöjtnant Herman Reinhold Taube.
- Österbottens infanteriregemente, Erik Göran Fitinghof. De facto befäl var ställföreträdaren överstelöjtnant Fromhold von Essen då Fitinghof stannade kvar i Sverige p.g.a sjukdom.
- Viborgs läns infanteriregemente, major Erik Faber.
- Savolax infanteriregemente, överste Johan Stiernschantz.
- Finska värvade bataljonen, kapten Henrik Wright.
- Hälsinge regemente, överste Lorentz von Nummers
- Hälsinge bataljon (tremänningar), överstelöjtnant Gustaf Reinhold Skogh.
- Jämtlands regemente, generalmajor Reinhold Henrik Horn af Rantzien
- Kapten Långströms frikompani, kapten Peter Långström.
- Fortifikation, överstelöjtnant Gabriel Cronstedt.
- Dessutom ett flertal bönder från Uppland och Gästrikland, inkallade som forbönder för arméns proviantering. Även bland dessa fanns personer som omkom på fjället.